# Joan Mir (músic)
Joan Mir fou un músic català del segle xviii. Va néixer en alguna població del Bisbat de Lleida vers el 1704.
L'any 1725 -quan ja era clergue- fou nomenat mestre de capella de la Seu de Manresa, al mateix temps que sustentor del cor, és a dir, director de les interpretacions de cant gregorià dels capellans que formaven part de la comunitat. El 15 d'agost del 1731 renuncià al càrrec. Sembla que va compondre algunes obres però no se n'ha conservat cap.